# Piazza San Fedele
Piazza San Fedele è una piazza di Milano.

## Descrizione
Situata all'interno dell'area pedonale nel pieno centro di Milano, prende il suo nome dalla cinquecentesca chiesa di San Fedele che si affaccia su di essa. La piazzetta, sotto la facciata posteriore di Palazzo Marino, conserva al centro un monumento ad Alessandro Manzoni (1883), la cui casa di famiglia si trovava nella vicina piazza Belgiojoso. Alle spalle della piazza, nella viuzza che taglia verso Palazzo Belgioioso, sorge la Casa degli Omenoni, famosa per gli otto telamoni scolpiti nella sua facciata.
La piazza deve la sua dimensione attuale, circa doppia rispetto a quella precedente, ai fatti del 1814 accaduti con la caduta di Napoleone: a seguito dell'uccisione del Ministro delle Finanze del Regno d'Italia Giuseppe Prina, avvenuta il 20 aprile di quell'anno, e alla distruzione di Palazzo Sannazzari situato di fronte alla chiesa di San Fedele e che il Prina abitava, il governo austriaco che seguì decreto l'abbattimento di ciò che restava della residenza del Ministro, fatto che ridisegnò la nuova piazza conferendole l'attuale forma e dimensione. 
Pesantemente danneggiata durante la seconda guerra mondiale dai bombardamenti anglo-americani, la piazza fu distrutta su tre lati, perdendo così il collegio dei gesuiti che si trovava a destra della chiesa, parte della chiesa stessa, l'allora Teatro Manzoni e l'edificio che ospitava il famoso albergo Bella Venezia, di fronte a Palazzo Marino, edifici tutti rimpiazzati dopo la guerra  da nuove architetture.

## Trasporti
- Duomo

## Galleria d'immagini

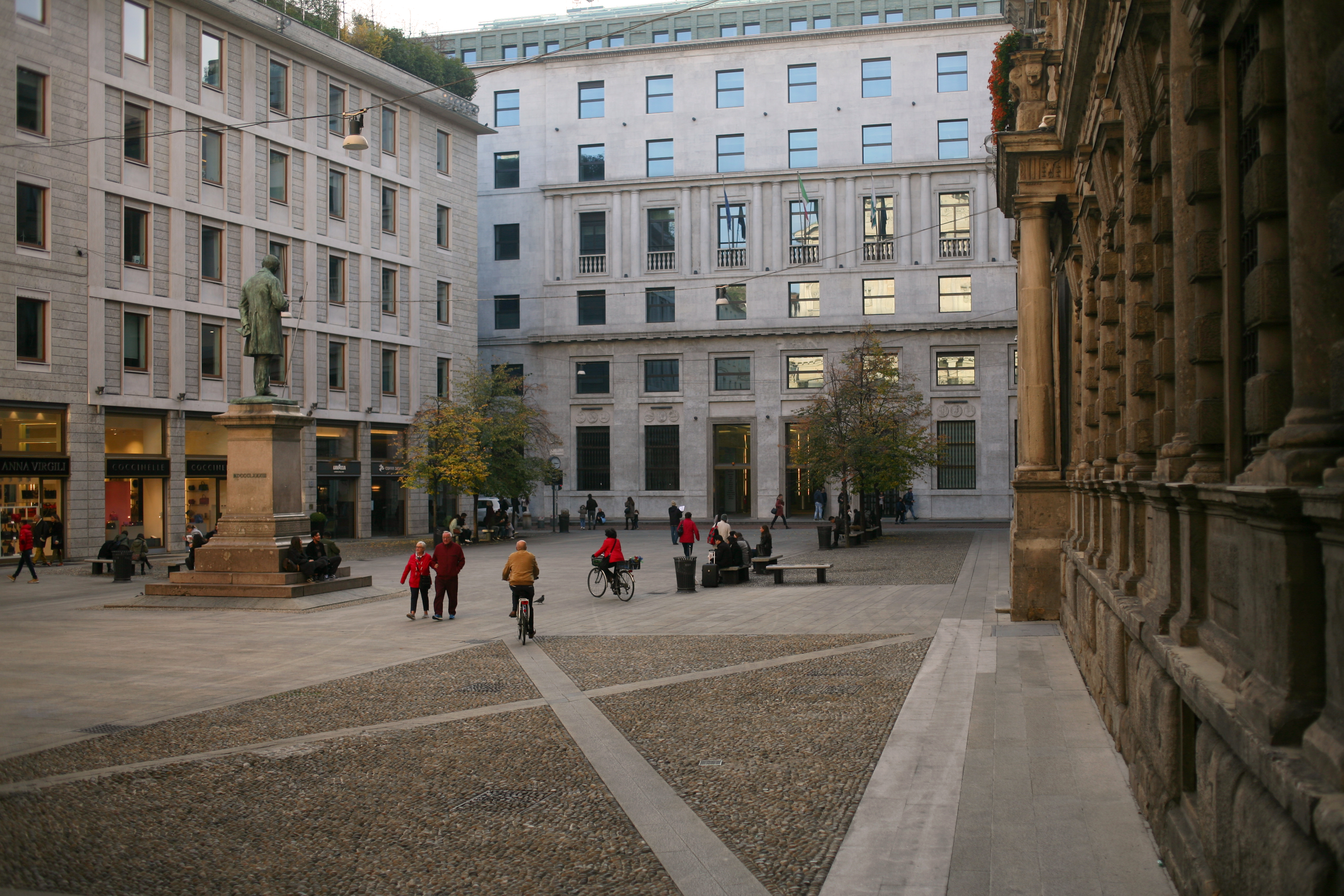
Veduta della piazza: a destra palazzo Marino
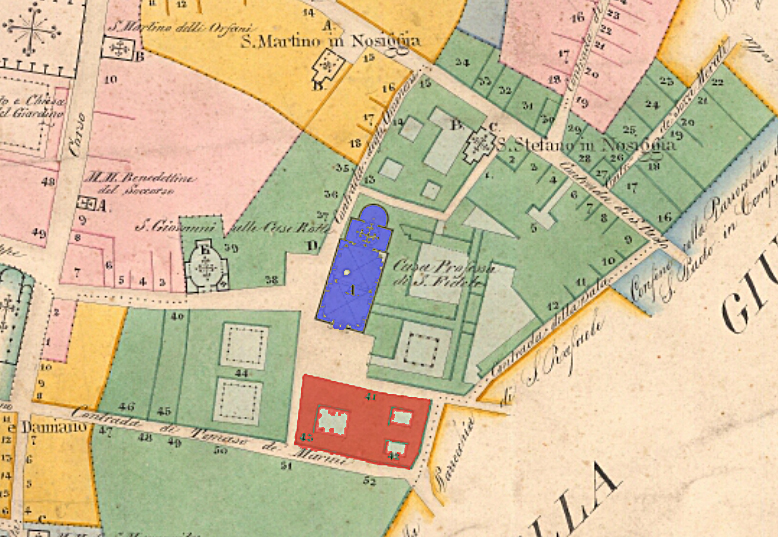
Piazza San Fedele nel 1751: in rosso Palazzo Sannazzari, in blu la chiesa
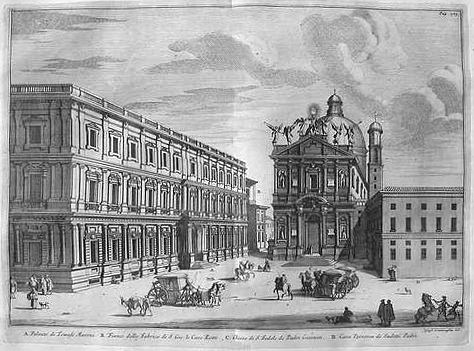
La piazza nel 1704 prima dell'erezione di Palazzo Sannazzari
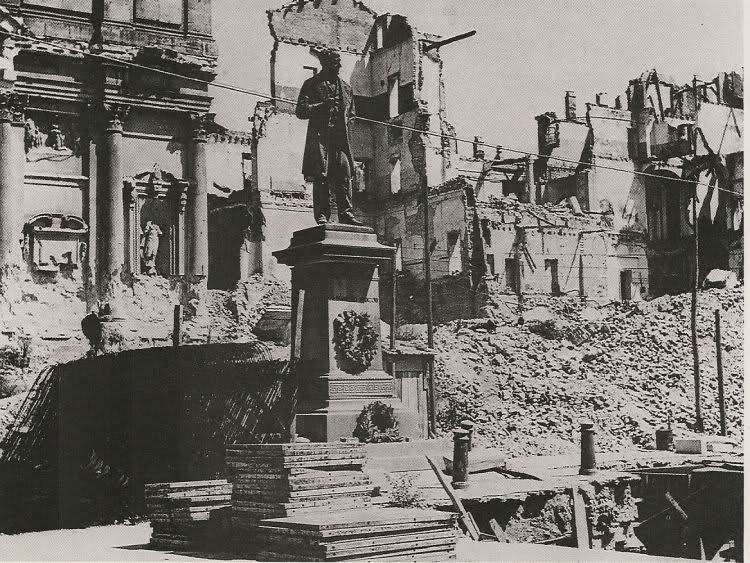
La piazza dopo i bombardamenti del 1943